# Bundt cake
La bundt cake è una torta statunitense.

## Etimologia
Pare che il termine bundt cake provenga da Bundkuchen, nome con cui viene definito, nella Germania settentrionale, il Gugelhupf: un dolce tradizionale mitteleuropeo che pare abbia ispirato la bundt cake. Non si conosce tuttavia il significato del termine bund. Secondo alcune ipotesi, esso indicherebbe un "mazzo" o un "fascio", in quanto la bundt cake si "avvolge" intorno a un tubo centrale quando viene posta nel suo stampo, oppure alluderebbe al suo aspetto simile a un covone legato o un fascio di grano. Secondo altri, bund proverrebbe invece dall'olandese tulband ("turbante"), nome con cui viene conosciuto il dolce nei Paesi Bassi. Una quarta ipotesi vuole che bundt indichi invece un gruppo di persone, un'allusione alla convivialità dell'alimento.

## Storia
Prima che fosse inventata la bundt cake, la parola bund era già stata usata nel XIX secolo per indicare delle torte riportate su alcuni ricettari pubblicati negli USA da autori di origini ebraiche. In una ricetta del 1901, compare anche l'ortografia alternativa bundte.
Agli inizi degli anni 1950, su consiglio di due amici di nome Rose Joshua e Fannie Schanfield, gli ingegneri H. David Dalquist e Don Nygren fecero produrre delle forme per Gugelhupf in fusione di alluminio che vennero battezzate "Bundt". Inizialmente, gli stampi per bundt cake ebbero così scarso successo che la Nordic Ware, la ditta di Dalquist, valutò la possibilità di interromperne la produzione. Nonostante ciò, nel 1963, il ricettario New Good Housekeeping Cookbook menzionò il prodotto dandogli un temporaneo momento di notorietà. Tre anni più tardi, lo stampo divenne un prodotto richiestissimo sul mercato quando, la cuoca Ella Helfrich, lo utilizzò per preparare il Tunnel of Fudge, un dolce che si piazzò al secondo posto durante il concorso di cucina annuale Pillsbury Bake-Off e che valse a lei il premio di 5.000 dollari. Anche grazie alla campagna pubblicitaria che seguì, lo stampo Bundt venne richiesto da oltre 200.000 persone. Durante gli anni 1970, la Nordic Ware concesse l'utilizzo del marchio Bundt alla Pillsbury, che mise in commercio anche delle miscele per preparare le Bundt cake.
La Nordic Ware ha venduto fino ad oggi più di 60 milioni di stampi per Bundt cake in tutto il Nord America. Il 15 novembre, si festeggia il "National Bundt Day".

## Caratteristiche

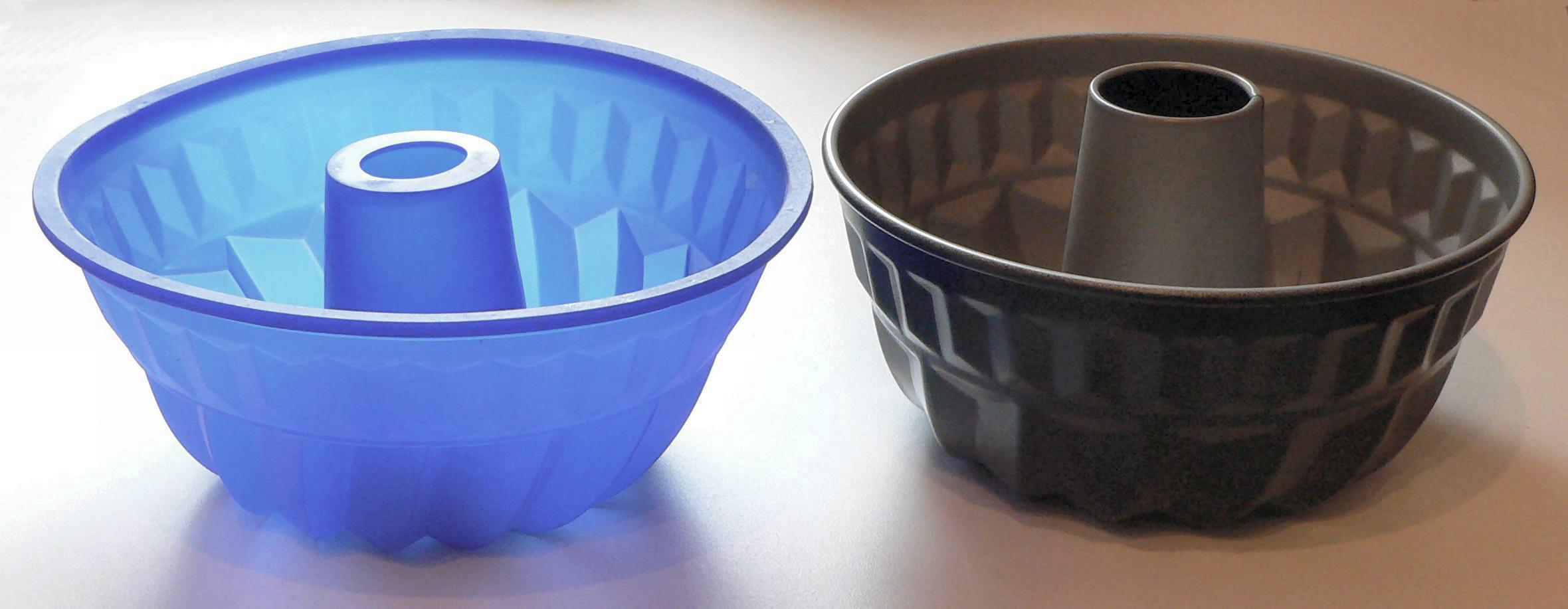
Due stampi per preparare le bundt cake in gomma (a sinistra) e metallo (a destra)

La bundt cake è una torta circolare con un foro al centro e dalla consistenza soffice. Sebbene non esista una singola ricetta per prepararla, essa contiene solitamente farina, zucchero e uova e viene preparata in un apposito stampo per ciambelle dai bordi esterni ondulati (bundt pan), che garantisce all'alimento una cottura rapida e uniforme. La bundt cake viene spesso insaporita con altri ingredienti, fra cui zucchero a velo e frutta. 

## Alimenti simili
Fra i dolci simili alla bundt cake vi sono il ciambellone italiano, il Gugelhupf, una versione più decorativa con frutta e noci, e la babka, nata in Polonia durante il XVIII secolo.